# Elter Fischteiche
Koordinaten: 52° 14′ 35″ N, 7° 31′ 48″ O
Das Naturschutzgebiet Elter Fischteiche liegt auf dem Gebiet der Stadt Rheine im Kreis Steinfurt in Nordrhein-Westfalen. Das Gebiet erstreckt sich südöstlich der Kernstadt Rheine und östlich unweit von Elte, einem Stadtteil von Rheine. Östlich und südlich verläuft die Landesstraße L 593, westlich fließt die Ems. Südlich erstrecken sich das 13,69 ha große Naturschutzgebiet (NSG) Flöddert und das 26,66 ha große NSG Elter Dünen.

## Bedeutung
Für Rheine ist seit 2002 ein 5,81 ha großes Gebiet unter der Kenn-Nummer ST-107 als Naturschutzgebiet ausgewiesen. Das Gebiet wurde unter Schutz gestellt zur Wiederherstellung eines durchgehenden naturnahen Bachverlaufes mit seinen auentypischen Gewässer-Lebensräumen und naturnahen Auenwäldern als Lebensraum für Pflanzen und Tiere.